# The Answer, la risposta sei tu
The Answer, la risposta sei tu è un film del 2015 diretto da Ludovico Fremont. La sceneggiatura è stata scritta dal regista assieme a Giacomo Mangiaracina, Anna Parravicini e Riccardo Stuto. Il film è stato realizzato dalla Fondazione il Sangue di Milano, con l'intento di sensibilizzare i giovani sui rischi del fumo.
È stato presentato al Festival del Cinema di Roma 2015.

## Trama
Angel e i suoi amici Carlo, Tommy, Amelie, Diana e Anna, decide di passare qualche giorno di svago presso il lago di Punta Canneto. La loro vacanza, però, si tramuta in disavventura dopo il ritrovamento di alcuni pesci e animali morti, e di Amelie quasi esanime sulle rive del lago.

## Produzione
Il film, opera prima di Ludovico Fremont, è stato prodotto (senza contributi pubblici) dalla Fondazione il Sangue di Milano, come strumento di lavoro nelle scuole per la prevenzione del tabagismo, in occasione del tredicesimo anniversario della promulgazione della legge 16 gennaio 2003 n. 3, articolo 51 per la tutela dei non fumatori dal fumo passivo ("legge Sirchia"). Promosso dall'Agenzia nazionale per la prevenzione insieme alla guida gratuita per gli insegnanti, è stata realizzata anche una versione interattiva per le scuole.